# Statue d'Antinoüs (Delphes)
Pour les articles homonymes, voir Antinoüs (homonymie).
La statue d'Antinoüs de Delphes est une statue antique en marbre retrouvée à Delphes lors d'une fouille. 
Antinoüs, jeune Grec d'une grande beauté originaire de Bithynie, devenu le compagnon bien-aimé ou l'amant de l'empereur romain Hadrien, sert de modèle pour cette statue. Il meurt noyé dans le Nil dans des circonstances mystérieuses.  Il est présenté, ici, sous la forme conventionnelle du nu héroïsé. 

## Sujet de l'œuvre

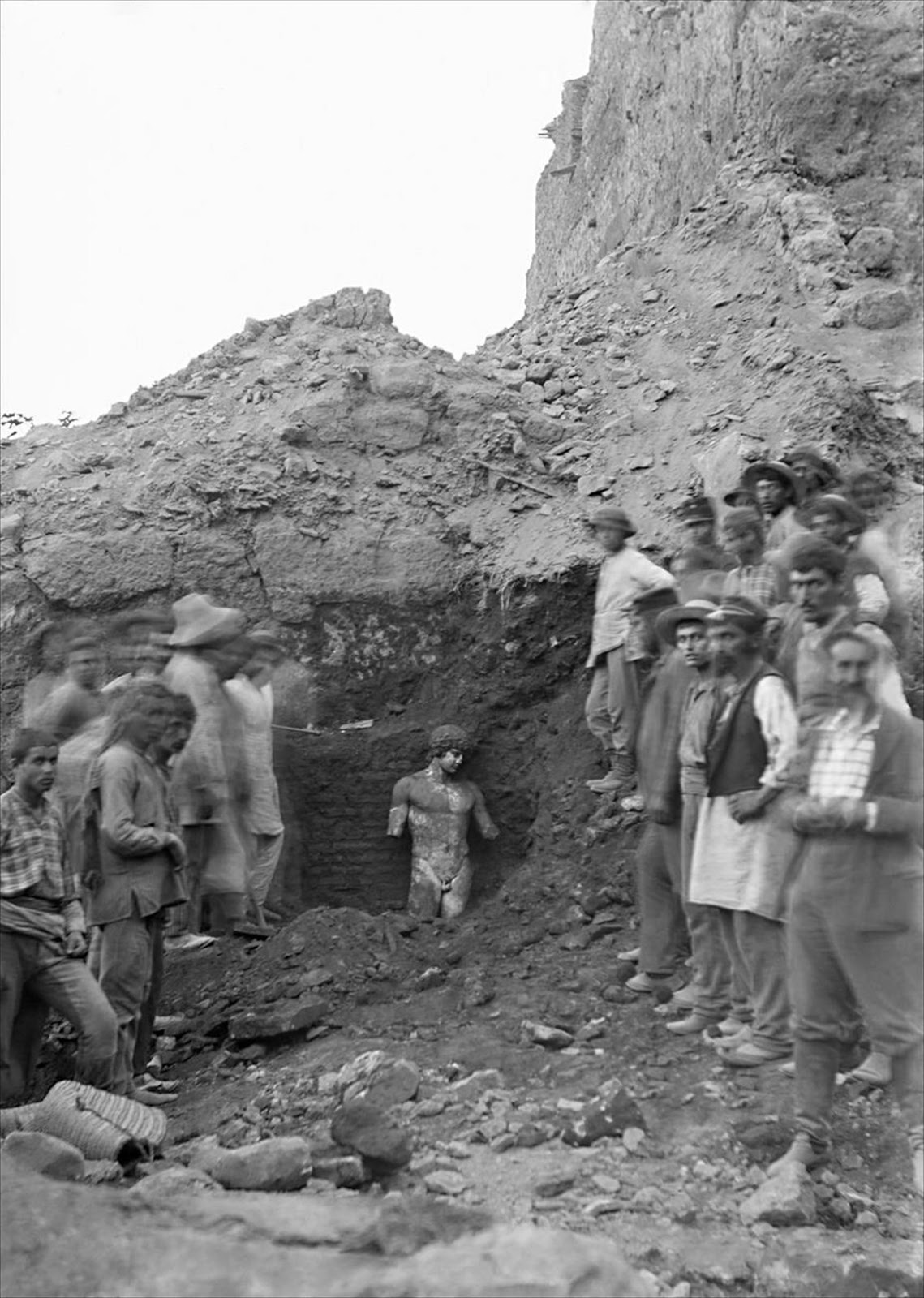
Découverte en 1894.

Frappé par la mort d'Antinoüs, Hadrien, qui se trouvait être un admirateur et un partisan passionné de la culture et de la sculpture grecque classique, ainsi qu'un bienfaiteur de l'Oracle de Delphes, ordonne que les statues du beau jeune homme, qu'il avait aimé passionnément, soient érigées dans tous les sanctuaires et les villes de son empire. En outre, il ordonne l'institution et la création de jeux en l'honneur d'Antinoüs, qui depuis lors fut honoré et adoré comme un dieu.
Cette sculpture représente le jeune homme en héros grec, selon le sens de ce mot dans le monde antique hellénisé, donc nu suivant les codes du nu dans la Grèce antique, et un culte lui a été rendu en tant que tel. Les statues et édifices ont, alors, été payés par de riches citoyens romains, localement. Dans le cas présent la statue a été abritée au sein du temple d'Apollon à Delphes. Par ailleurs, des représentations d'Antinoüs divinisé lui attribuent des signes qui l'intègrent au culte d'Osiris : comme l'Antinoüs-Osiris (musée grégorien égyptien) du canope de le villa d'Hadrien, à Tivoli, ou le buste du Louvre (restauré), provenant aussi de la villa d'Hadrien. Ces restaurations modernes doivent être prises en compte, ainsi l' Antinoüs Braschi, du musée Pio-Clementino, très fortement remanié. La ville d'Antinoupolis (ou Antinoé) a été créée par Hadrien à cette époque.

## Découverte de la statue
Au cours de fouilles, la statue est découverte debout sur son piédestal, adossé au mur d'une pièce, élevée en briques, à côté du Temple sacré. Des monnaies romaines frappées en l'honneur d'Antinoüs, on apprend que la représentation de la statue était accompagnée de l'épithète propylaios, c'est-à-dire « protecteur de l'entrée » ; une fonction apotropaïque — qui protège du mauvais sort — chez des héros grecs. Il est donc légitime de supposer que la statue a été initialement placée à l'entrée du sanctuaire. Plus tard, elle subit des dommages : elle est cassée à hauteur du genou, il a donc fallu la rapprocher du temple d'Apollon, dans une sorte de chapelle, où elle est retrouvée lors des fouilles, dans un état relativement bon. Ses caractéristiques idéalisées ainsi que le polissage intense de sa surface en marbre avec une huile spéciale (qui permet à l'œuvre de rester brillante et en excellent état), est révélatrice de l'époque d'Hadrien.

## Description
La tête du jeune Antinoüs est penchée, comme s'il était dans un état de réflexion. Autour de ses cheveux épais et magistralement sculptés qui entourent son visage et tombent sur son front et ses joues (ajoutant ainsi une qualité lugubre à sa silhouette juvénile), nous pouvons voir plusieurs trous utilisés pour pouvoir y attacher une couronne de laurier en bronze. Son corps est sculpté d'une manière qui lui donne cette belle nudité qui caractérise les statues de dieux et de héros de l'antiquité classique,,.    

## Répliques modernes
Une copie de l'Antinoüs de Delphes est exposée dans la Grotte de Cybèle, dans les jardins du château du Champ-de-Bataille, dans le département français de l'Eure.    